# Allan MacEachen
Allan MacEachen (Inverness, Új-Skócia, 1921. július 6. – Antigonish, Új-Skócia, 2017. szeptember 12.) kanadai politikus.

## Élete
1953 és 1958 illetve 1962 és 1984 között a Kanadai Parlament Szenátusának a tagja volt a Kanadai Liberális Párt képviseletében.
1977–1979 és 1980–1984 között Pierre Trudeau kormányfő kabinetjében miniszterelnök-helyettes volt.